# Menhires de Padrão
Los menhires de Padrão son un conjunto de quince menhires, ubicados en el municipio de Vila do Bispo, en la región de Algarve, en Portugal.

## Descripción
El grupo está formado por quince menhires, originariamente formando un crómlech, que ya ha sido destruido. Están ubicados en el área de Padrão, en las cercanías de Playa de Ingrina, al sur de la aldea de Raposeira, y a un kilómetro del vértice geodésico de Milrei, en dirección sur. El espécimen principal, con el número 1, conocido como menhir de Padrão, se encuentra actualmente junto a la carretera entre Raposeira y Praia da Ingrina. Cada menhir está instalado en lo alto de colinas que le permiten controlar la zona costera circundante hasta Sagres.
Todos ellos fueron tallados en piedra caliza blanca, y tienen formas cónicas, subcilíndricas, ovaladas o paralelepípedas, con alturas muy variadas, de entre 0,65 y 3 m de altura. Algunos de los menhires tienen elementos decorativos, formados por cazoletas y cordones. El menhir de Padrão 1 es el único que está en pie, mientras que todos los demás están caídos y algunos están fragmentados.
El noveno menhir es uno de los que se encuentran fragmentados, siendo de especial interés por estar ubicado sobre una estructura de piedra subcircular, de unos 5 m de diámetro, y que está formada por bloques de piedra caliza, arenisca y grauvaca. En este sitio se recogieron una gran cantidad de hallazgos, entre ellos, partes de molinos de mano, percutores, astillas de pedernal y restos de recipientes de cerámica de época prehistórica. También se descubrió un posible depósito intencional, que incluía un jarrón de cerámica, las dos partes de un molino de mano y conchas de berberechos y lapas. En el área de los menhires 1 y 2, se encontró una zona rica en hallazgos, incluyendo restos una estructura de combustión y un empedrado del Neolítico antiguo, materiales de construcción romana y tardoromanas, y una necrópolis utilizada durante las épocas visigoda e islámica. El espacio sepulcral es de especial interés desde el punto de vista arqueológico, ya que combina corrientes arquitectónicas y hallazgos, especialmente aquellos vinculados a rituales, demostrando la fusión entre prácticas cristianas de la época romana y visigoda. Además, la datación absoluta de la finca permite identificar una continuidad de ocupación y su incorporación a las comunidades mozárabes. En el lugar también se descubrieron varios fragmentos de cerámica, restos de fauna y se recogieron un pendiente y cuentas en pasta de vidrio en el interior de tumbas de mujeres.
El menhir de Padrão es considerado el más importante de todos los monumentos megalíticos del municipio de Vila do Bispo y es un símbolo de la prehistoria del territorio. Está decorado con un anillo en relieve en la parte superior, símbolo que también se ha encontrado en otros menhires de la región.
Padrão 1lugar de hallazgo 37°03′51.0″N 8°53′15.1″O / 37.064167, -8.887528
Padrão 3lugar de hallazgo 37°03′47.8″N 8°53′07.0″O / 37.063278, -8.885278

## Historia
Los menhires probablemente se instalaron durante el período neocálcolítico. Fueron identificados por Eduardo Prescott Vicente y Adolfo Silveira Martins, y posteriormente Mário Vieira Gomes realizó excavaciones en el lugar. El espécimen principal fue reconstruido en 1984, tras las excavaciones arqueológicas en el lugar. En 1994 se realizaron nuevos reconocimientos arqueológicos, durante los cuales se encontraron los restos de un antiguo asentamiento, que habría estado habitado hace unos 4500 años. a. C., durante el período neolítico, por lo que el menhir podría ser uno de los más antiguos de Europa occidental. También se descubrieron varias tumbas de la época tardorromana y medieval, que probablemente se instalaron allí debido a la presencia de monumentos prehistóricos. En los alrededores hay otros monumentos prehistóricos, como los menhires de Milrei y el menhir de Aspradantes.

## Protección
El 6 de julio de 1983, el Ministerio de Cultura emitió una orden sobre la clasificación conjunta de los menhires de Milrei y Padrão, a raíz de un dictamen de la Comisión Nacional Provisional de Arqueología, pero este proceso no se concluyó. En septiembre de 2010, la Directora Regional de Cultura del Algarve, Dália Paulo, anunció que tenía la intención de completar los procesos de clasificación para los diversos monumentos de la región que ya habían sido aprobadas como de Interés Público o Nacional, con solo la opinión final Instituto de Gestión del Patrimonio Arquitectónico y Arqueológico por emitir, y su publicación en el Diario da República. Entre los diversos monumentos que se beneficiarían de la clasificación definitiva estaban los menhires de Milrei, medida que fue aplaudida por el alcalde de Vila do Bispo, Adelino Soares, quien anunció su intención de crear un itinerario turístico temático sobre el megalitismo en el municipio.